# Barbarka (Grande-Pologne)
Pour les articles homonymes, voir Barbarka.
Barbarka (prononciation : [barˈbarka]) est un village polonais de la gmina de Golina dans le powiat de Konin de la voïvodie de Grande-Pologne dans le centre-ouest de la Pologne.
Il se situe à environ 7 kilomètres au sud-ouest de Golina (siège de la gmina), à 17 kilomètres à l'ouest de Konin (siège du powiat) et à 78 kilomètres à l'est de Poznań (capitale régionale).
Le village possède une population de 150 habitants.

## Histoire
De 1975 à 1998, le village faisait partie du territoire de la voïvodie de Konin.

Depuis 1999, Barbarka est situé dans la voïvodie de Grande-Pologne.